# مطار الناظور العروي
مطار الناظور العروي الدولي (إياتا: NDR، إيكاو: GMMW) هو مطار دولي يخدم مدينة الناظور بجهة الشرق بالمغرب. يبعد عن وسط مدينة الناظور بـ 30 كلم، وتبلغ طاقته الإستيعابية 2 مليون مسافر في السنة.

## شركات الطيران
| شركات الطيران           | الوجهات (آخر تحديث 2022-06-23)                                                                         |
| ----------------------- | --- |
| الخطوط الملكية المغربية | الدار البيضاء - مالقة - فرانكفورت - دوسلدورف - أمستردام - بروكسل                                       |
| العربية للطيران المغرب  | طنجة - مالقة - مدريد - بالما دي مايروكا - برشلونة - مونبلييه - ستراسبورغ - كولونيا - أمستردام - بروكسل |
| رايان إير               | مالقة - مدريد - برشلونة - مارسيليا - باريس بوفيه - فرانكفورت هان - ويزي - بروكسل شارلروا الجنوب        |
| أيبيريا                 | مالقة                                                                                                  |
| توي فلاي بلجيكا         | ليل - آيندهوفن - أنتويرب - بروكسل شارلروا الجنوب - بروكسل                                              |
| يورو وينجز              | كولونيا - دوسلدورف                                                                                     |
| كورندون أوروبا          | كولونيا - دوسلدورف - روتردام - بروكسل                                                                  |
| ترانسافيا فرنسا         | باريس أورلي                                                                                            |
| ترانسافيا               | روتردام                                                                                                |
| الخطوط الجوية البلجيكية | بروكسل                                                                                                 |

## تحديث المطار

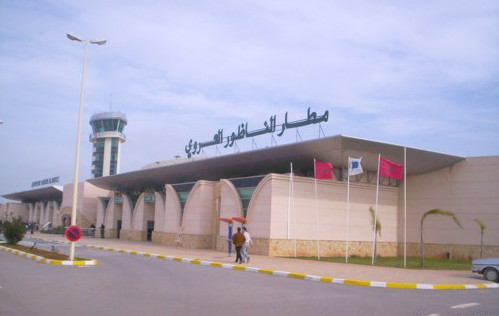
الواجهة الأمامية للمحطة الجوية القديمة التي هدمت بالكامل لبناء أخرى جديدة

قرر المكتب الوطني للمطارات الهدم الكامل لمبنى المطار لبناء محطة جوية جديدة، بسبب عدم توفر احتياطات عقارية أخرى لبناء المحطة الجوية الجديدة وخلال عملية البناء تم إنشاء حظائر مؤقتة خاصة بإستقبال الركاب في الذهاب والوصول. ويهدف مشروع تحديث المطار إلى إنشاء محطة جوية جديدة مما سيرفع القدرة الإستيعابية للمطار إلى مليوني مسافر في السنة، كما تم خلال هذا المشروع زيادة مواقف الطائرات والسيارات.
وقد تم تدشين هذه المحطة الجوية الجديدة رسمياً في 9 يوليوز 2021.

## الوصول للمطار
يمكن الوصول لمطار الناظور العروي مباشرة من الناظور عبر سيارات الأجرة الكبيرة بـ 180 درهم، كما يمكن الوصول للمطار عبر سيارات الأجرة الصغيرة من العروي ب 20 درهم. أما حافلات المطار فهي لا تشتغل على مدار السنة، تشتغل فقط خلال موسم الصيف.

## إحصائيات
حركة المسافرين:
| 2012    | 2013    | 2014    | 2015    | 2016    | 2017    | 2018    | 2019    | 2020    | 2021    | 2022    |
| ------- | ------- | ------- | ------- | ------- | ------- | ------- | ------- | ------- | ------- | ------- |
| 426 602 | 888 611 | 013 604 | 764 602 | 640,122 | 979 706 | 559 710 | 371 772 | 157 276 | 417 579 | 742 836 |
|         | ▲       | ▼       | ▼       | ▲       | ▲       | ▲       | ▲       | ▼       | ▲       | ▲       |